# Gariadhar
Gariadhar là một thành phố và khu đô thị của quận Bhavnagar thuộc bang Gujarat, Ấn Độ.

## Địa lý
Gariadhar có vị trí 21°32′B 71°35′Đ / 21,53°B 71,58°Đ Nó có độ cao trung bình là 83 mét (272 feet).

## Nhân khẩu
Theo điều tra dân số năm 2001 của Ấn Độ, Gariadhar có dân số 30.520 người. Phái nam chiếm 52% tổng số dân và phái nữ chiếm 48%. Gariadhar có tỷ lệ 65% biết đọc biết viết, cao hơn tỷ lệ trung bình toàn quốc là 59,5%: tỷ lệ cho phái nam là 73%, và tỷ lệ cho phái nữ là 56%. Tại Gariadhar, 15% dân số nhỏ hơn 6 tuổi.